# Billy Liddell
Pour les articles homonymes, voir Liddell.
William Beveridge Liddell, dit Billy Liddell, né le 10 janvier 1922 à Townhill et mort le 3 juillet 2001 à Liverpool, est un joueur de football international écossais.
Il a joué toute sa carrière professionnelle au Liverpool FC, dont il est licencié pendant 23 ans. Il fait partie du Scottish Football Hall of Fame, depuis 2008, lors de la cinquième session d'intronisation.

## Biographie
Liddel rejoint le club de Liverpool en 1938, à 15 ans, et prend sa retraite sportive 23 ans plus tard, en 1961, après avoir marqué 228 buts en 534 apparitions. Il est le meilleur buteur de Liverpool en championnat pendant huit des neuf saisons, entre 1949 et 1958. Il dépasse le record du nombre de matchs de championnat joués pour le club, précédemment détenu par Elisha Scott, en 1957.
Mobilisé pendant la Seconde Guerre mondiale comme navigateur de la Royal Air Force, Liddell commence sa carrière de footballeur en participant à des matchs non officiels pour Liverpool et en invité pour diverses équipes au Royaume-Uni et au Canada. Avec Liverpool, Liddell remporte le championnat d'Angleterre en 1947 et dispute la finale de Coupe d'Angleterre perdue en 1950 contre Arsenal.
Il représente l'Écosse au niveau international à 29 reprises, entre 1942 et 1955.
Jouant principalement ailier gauche, il sait être polyvalent et jouer confortablement sur l'aile opposée ou comme attaquant, dans l'axe et à l'intérieur. Liddell est réputé pour son physique solide, son accélération, son tir puissant, son professionnalisme et sa bonne conduite sur le terrain,. Son influence et sa popularité sont telles auprès des supporters de Liverpool qu'il est surnommé Liddellpool.
Après sa retraite du football, en 1961, Liddell travaille comme juge de proximité (à partir de 1958), intendant de l'Université de Liverpool et travailleur bénévole.
En guise de reconnaissance posthume, une plaque en son hommage est dévoilée en 2004 à Anfield. Il est intronisé au Scottish Football Hall of Fame en novembre 2008.

## Palmarès
- Championnat d'Angleterre de football 1947

## Statistiques en carrière

### En club
|         |           |                   | Championnat | Championnat | Coupe  | Coupe | Total  | Total |
| Saison  | Club      | Division          | Matchs      | Buts        | Matchs | Buts  | Matchs | Buts  |
| ------- | --------- | ----------------- | ----------- | ----------- | ------ | ----- | ------ | ----- |
| 1945-46 | Liverpool | Première division | 0           | 0           | 2      | 1     | 2      | 1     |
| 1946-47 | Liverpool | Première division | 34          | 7           | 6      | 1     | 40     | 8     |
| 1947-48 | Liverpool | Première division | 37          | 10          | 2      | 1     | 39     | 11    |
| 1948-49 | Liverpool | Première division | 38          | 8           | 4      | 1     | 42     | 9     |
| 1949-50 | Liverpool | Première division | 41          | 17          | 7      | 2     | 48     | 19    |
| 1950-51 | Liverpool | Première division | 35          | 15          | 1      | 0     | 36     | 15    |
| 1951-52 | Liverpool | Première division | 40          | 19          | 3      | 0     | 43     | 19    |
| 1952-53 | Liverpool | Première division | 39          | 13          | 1      | 0     | 40     | 13    |
| 1953-54 | Liverpool | Première division | 36          | 7           | 1      | 0     | 37     | 7     |
| 1954-55 | Liverpool | Deuxième division | 40          | 30          | 4      | 1     | 44     | 31    |
| 1955-56 | Liverpool | Deuxième division | 39          | 27          | 5      | 5     | 44     | 32    |
| 1956-57 | Liverpool | Deuxième division | 41          | 21          | 1      | 0     | 42     | 21    |
| 1957-58 | Liverpool | Deuxième division | 35          | 22          | 5      | 1     | 40     | 23    |
| 1958-59 | Liverpool | Deuxième division | 19          | 14          | 0      | 0     | 19     | 14    |
| 1959-60 | Liverpool | Deuxième division | 17          | 5           | 0      | 0     | 17     | 5     |
| 1960-61 | Liverpool | Deuxième division | 1           | 0           | 0      | 0     | 1      | 0     |
| Total   | Total     | Total             | 492         | 215         | 42     | 13    | 534    | 228   |

### Buts internationaux
| Date            | Lieu                       | Adversaire      | Résultat | Compétition                     | But(s) |
| --------------- | -------------------------- | --------------- | -------- | ------------------------------- | ------ |
| 18 avril 1942   | Hampden Park, Glasgow      | Angleterre      | 5–4      | Match amical en temps de guerre | 1      |
| 2 février 1946  | Windsor Park, Belfast      | Irlande du Nord | 3–2      | Match amical en temps de guerre | 2      |
| 15 mai 1946     | Hampden Park, Glasgow      | Suisse          | 3–1      | Match amical en temps de guerre | 2      |
| 21 octobre 1950 | Ninian Park, Cardiff       | Pays de Galles  | 3–1      | British Home Championship 1951  | 1      |
| 14 avril 1951   | Wembley Stadium, Londres   | Angleterre      | 3–2      | British Home Championship 1951  | 1      |
| 30 mai 1952     | Råsunda Stadium, Stockholm | Suède           | 1–3      | Match amical                    | 1      |
| 18 octobre 1952 | Hampden Park, Glasgow      | Pays de Galles  | 2–1      | British Home Championship 1953  | 1      |
| 4 mai 1955      | Hampden Park, Glasgow      | Portugal        | 3–0      | Match amical                    | 1      |
| 19 mai 1955     | Praterstadion, Vienne      | Autriche        | 4–1      | Match amical                    | 1      |